# Gabriele Müller-Trimbusch
Gabriele Müller-Trimbusch (* 25. August 1945) ist eine deutsche Kommunalpolitikerin (FDP).

## Werdegang
Müller-Trimbusch studierte Anglistik, Geschichte und Philosophie an den Universitäten Kiel und Bloomington (Indiana, USA). Anschließend legte sie das Erste und Zweite Staatsexamen ab und arbeitete von 1971 bis 1990 als Dozentin an der Universität Stuttgart.
1990 wurde sie zum ersten Mal zur Bürgermeisterin für Soziales, Jugend und Gesundheit der Landeshauptstadt Stuttgart gewählt. 1998 und 2006 wurde sie für jeweils acht Jahre wiedergewählt. Sie beendete ihre Aufgabe als Bürgermeisterin aus eigenem Wunsch 2010.
Müller-Trimbusch ist Vorsitzende des Sozialausschusses des Städtetags Baden-Württemberg, des Theaters Rampe in Stuttgart sowie des Freundeskreises der Universität Tel Aviv (Komitee Baden-Württemberg).
In der SWR-Talkshow Nachtcafé am 26. September 2014 berichtete sie über ihre Parkinson-Krankheit; zum selben Thema abermals in der Sendung vom 8. September 2023.

## Auszeichnungen
- 2016 Otto-Hirsch-Auszeichnung[4]
- 2017 Verdienstorden des Landes Baden-Württemberg